# Chyliza zhelochovtsevi
Chyliza zhelochovtsevi är en tvåvingeart som beskrevs av Shatalkin 1989. Chyliza zhelochovtsevi ingår i släktet Chyliza och familjen rotflugor. Inga underarter finns listade i Catalogue of Life.